# Köcherblümchen
Köcherblümchen (Cuphea) oder Höckerkelch sind die artenreichste Gattung der Familie der Weiderichgewächse (Lythraceae). Die 250 bis 260 Arten gedeihen vor allem in den tropischen und subtropischen Breiten Süd- und Mittelamerikas, nördlich bis Mexiko, mit fünf Arten bis ins warm-gemäßigte Nordamerika.

## Beschreibung und Ökologie

Illustration von Cuphea lanceolata

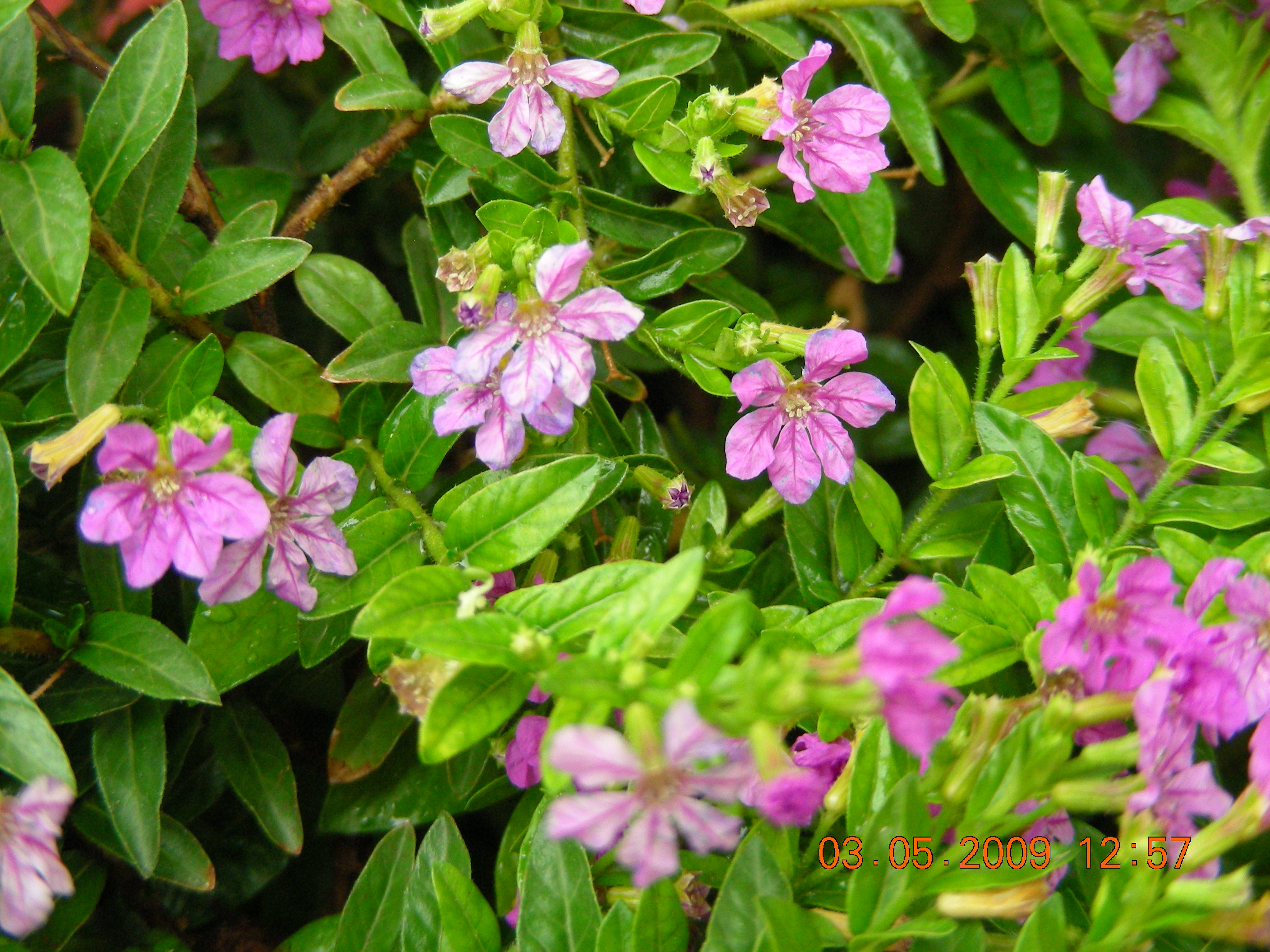
Blüten von Cuphea hyssopifolia

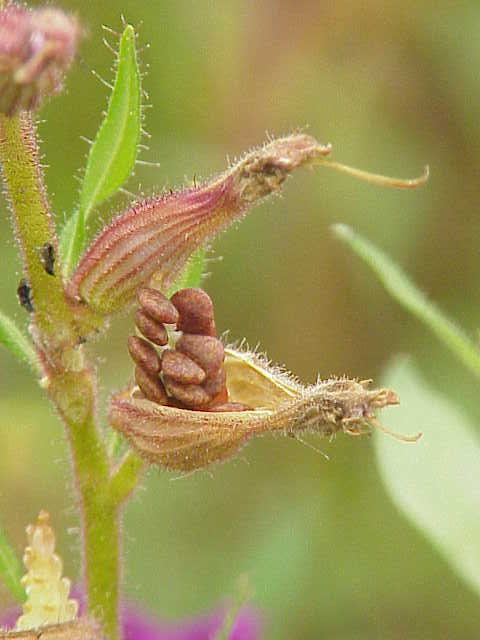
Offene Frucht mit Samen von Cuphea hyssopifolia

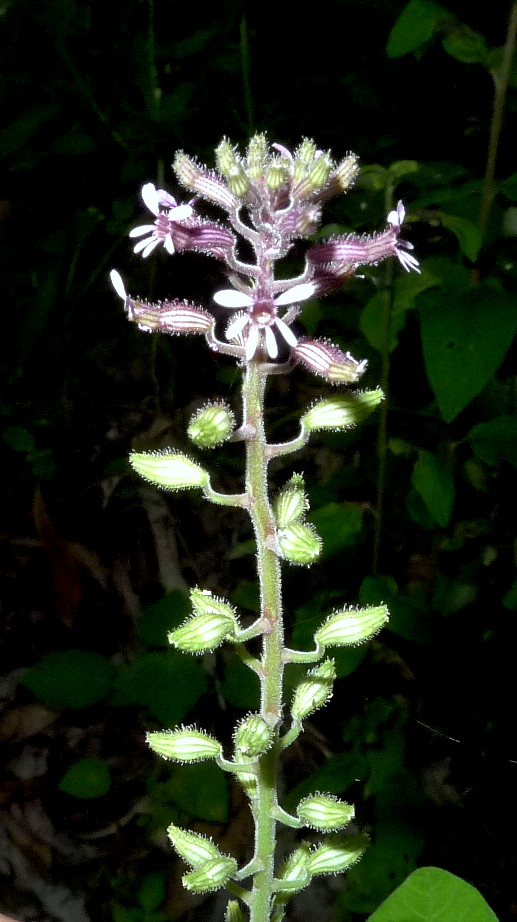
Cuphea circaeoides

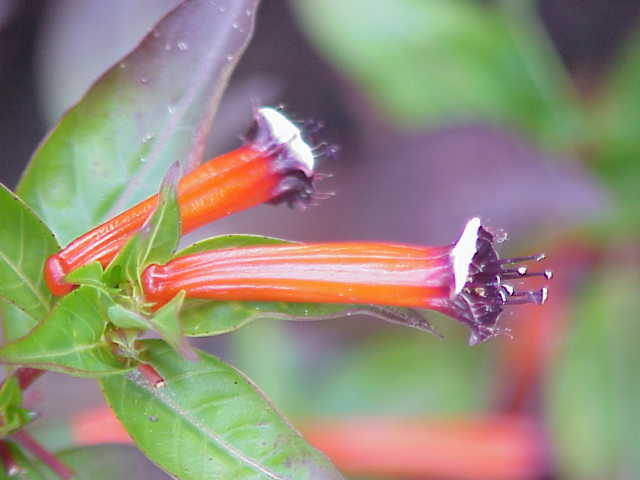
Zigarettenblümchen (Cuphea ignea)

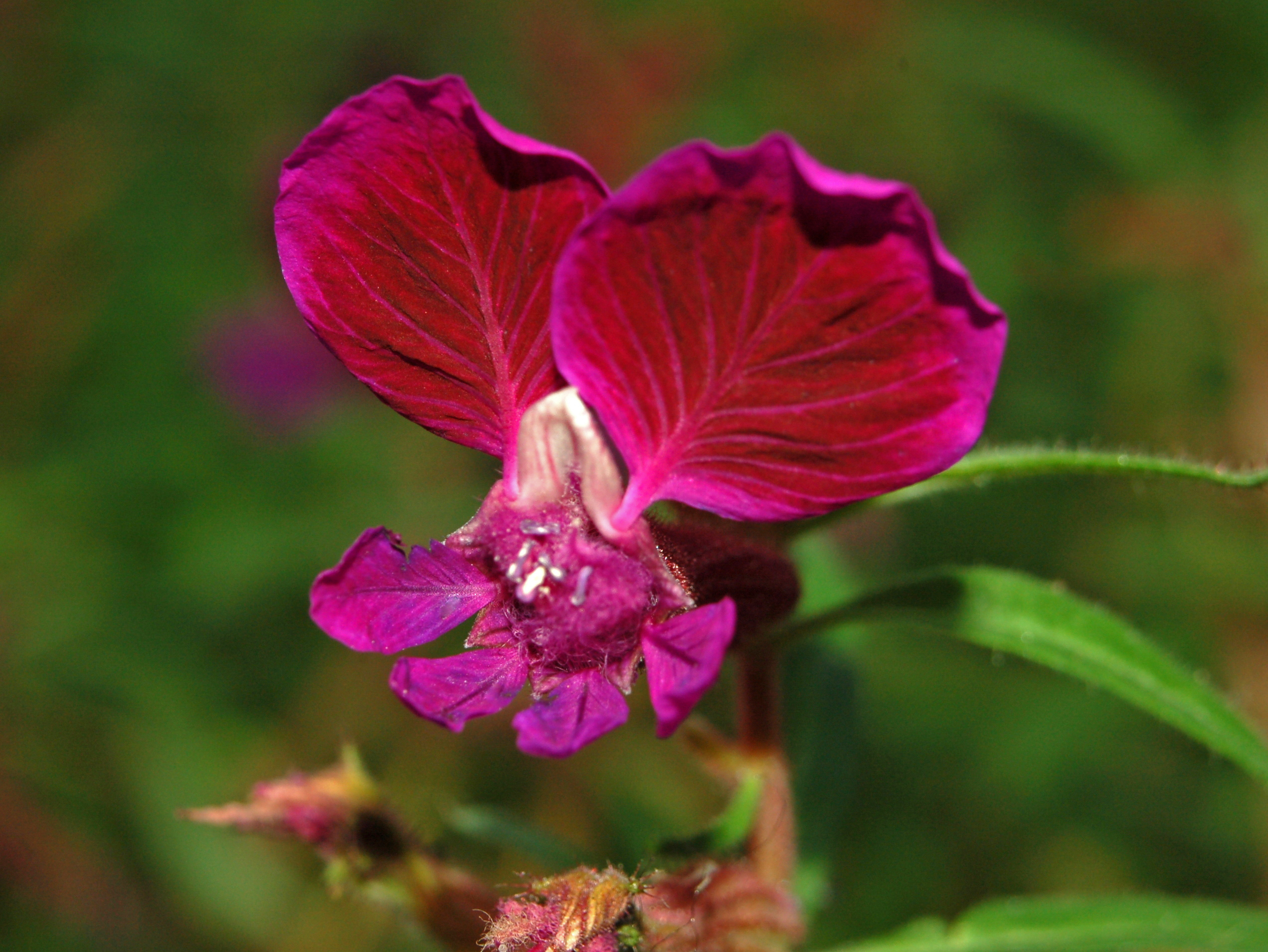
Cuphea lanceolata

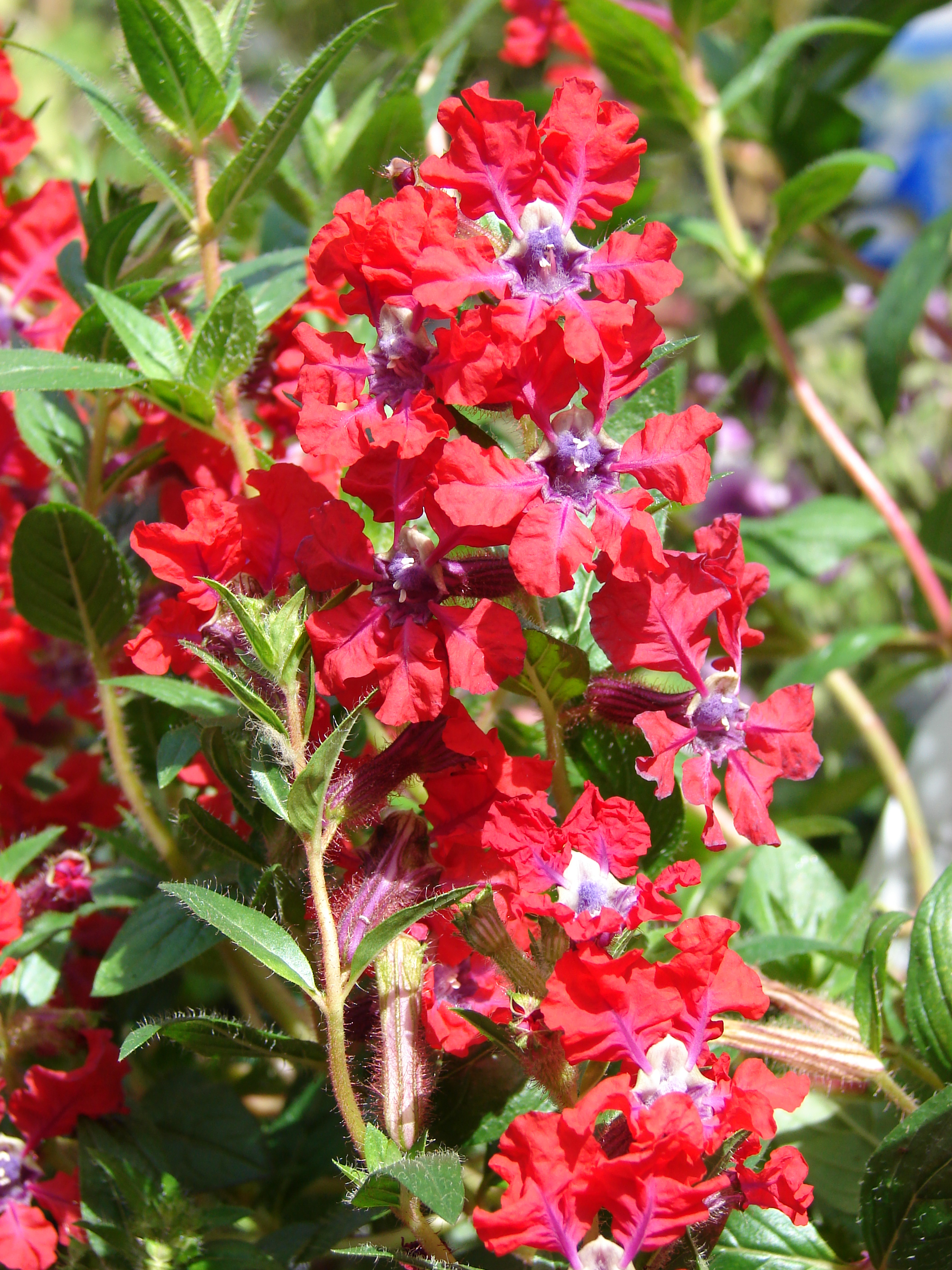
Cuphea llavea

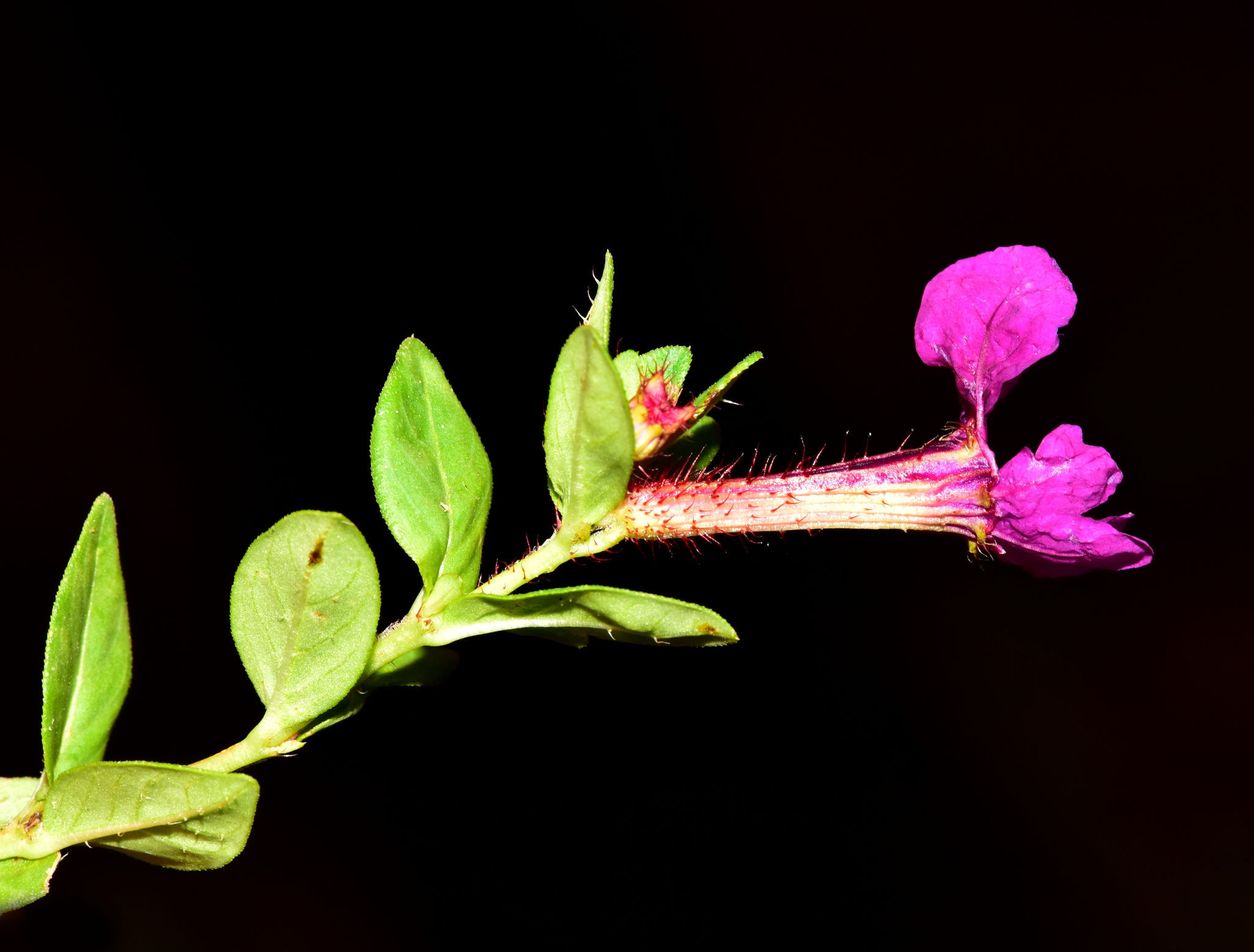
Klebriges Köcherblümchen (Cuphea viscosissima)

### Vegetative Merkmale
Bei Cuphea-Arten handelt es sich um einjährige bis ausdauernde krautige Pflanzen, seltener verholzende Halbsträucher. Die meisten Arten erreichen bis 1,5 Meter Wuchshöhe und sind ausdauernde, verbreitet fakultative einjährige krautige Pflanzen, die im ersten Jahr blühen und fruchten, aber unter günstigen Bedingungen mehrere Jahre leben können. Es sind 41 Arten von echten Einjährigen bekannt, die meisten aus der Sektion Heterodon. Die wenigen größeren Arten, die Wuchshöhen bis zu 4 Meter erreichen, sind in Südamerika lebende Kletterpflanzen. Sie besitzen meist eine Pfahlwurzel, selten einen massiven, verholzenden „Wurzelstock“. Die oberirdischen Pflanzenteile sind, oft von mehrzelligen, drüsigen Trichomen bedeckt.
Die meist gegenständig oder, selten, in Wirteln zu dritt oder viert angeordneten Laubblätter sind gestiet oder mehr oder weniger sitzend. Die einfachen Blattspreiten sind ganzrandig und meist dünn, bei wenigen Arten lederig oder heideartig nadelig eingerollt. Meist sind beide Blattflächen anliegend fein behaart. Die Laubblätter werden zum oberen Ende der Sprossachsen hin kleiner, seltener sind sie abrupt von der Basis des Blütenstands an verkleinert.

### Generative Merkmale
Der bei den meisten Arten traubige Blütenstand nimmt meist das obere Drittel, bis zur Hälfte, der Sprossachse ein und kaum gegenüber dem vegetativen Abschnitt abgesetzt. Einige Arten besitzen deutlich differenzierte, endständige traubige oder rispige Blütenstände. Das Verzweigungsmuster ist für die Gattung charakteristisch: An jedem Knoten wird in einer Blattachsel eine vegetative Knospe, in der anderen eine Blütenknospe gebildet. Der Blütenstiel ist dabei mit dem Internodium der Blütenstandsachse verwachsen, so dass die Blüte scheinbar dem nächsthöheren Knoten ansitzt. Die gegenüberstehende Knospe kann sich an einen kurzen Seitenzweig mit weiteren Blüten ausbilden. Die Länge der Blütenstandsachse ist dabei nicht festgelegt.
Die Blüten sind sechszählig und zygomorph, eine Ausnahme innerhalb der Familie. Jede Blüte besteht aus einer langen Blütenröhre, einem verlängerten Blütenbecher, die meist außen etwas gerippt ist. Die Blütenröhre ist bei den meisten Arten intensiv rot gefärbt, kann aber auch anders gefärbt, zum Beispiel grün, sein. Die Blütenröhre kann einfach sein, bei den meisten Arten ist sie aber asymmetrisch einseitig ausgesackt und bildet so einen Sporn, der häufig die Röhre gerade fortsetzt, so dass der Blütenstiel zur Seite hin verschoben ist, die Blüten stehen dann rechtwinklig von der Achse ab. Die Kelchblätter bilden einen die Röhre abschließenden Saum. Zwischen den sechs Kelchblättern sitzt jeweils ein Anhängsel, das aus den verwachsenen Rändern benachbarter Kelchblätter gebildet wird. Bei vielen Arten sind die beiden oberen (adachsialen) Kelchblätter größer und dunkler gefärbt als die anderen. Die Kronblätter sind von variabler Form und Farbe, meist sind sie rot gefärbt, oft sind zwei oder vier von ihnen größer als die anderen, sie können aber auch gleich groß sein. Ihre Anzahl ist meist sechs, bei einigen Arten sind es nur vier oder zwei. Sie werden oft früh, wenige Tage nach dem Aufblühen, abgeworfen. An ihrer Basis sitzt oft eine auffallende, weiß oder gelb gefärbte Schwellung, die den Schlund der Blütenröhre markiert. Die elf Staubblätter (ein morphologisch zu erschließendes zwölftes ist verloren gegangen) zweigen von der inneren Wand der Blütenröhre, meist nach etwa zwei Drittel ihrer Länge, ab. Bei manchen Arten ist die Zahl der Staubblätter von elf auf neun, sieben oder fünf reduziert. Der Fruchtknoten ist mittelständig und zweifächerig, wobei ein Fach immer mehr oder weniger stark reduziert ist.
Die dünnwandigen, trockenhäutigen Kapselfrüchte bleiben in der haltbaren Blütenröhre eingeschlossen und werden nicht freigesetzt. Noch vor der Samenreife reißen Kapselwand und Blütenröhre seitlich längs auf, die Plazenta mit den noch grünen Samenanlagen wird frei und krümmt sich durch diesen Spalt nach außen. Die reifen Samen werden dann direkt freigesetzt. Dieser besondere Weg der Samenfreisetzung tritt ausschließlich bei der Gattung Cuphea auf. Meist werden pro Blüte zwischen 6 und 20 (minimal 2, maximal mehr als 100) Samen gebildet, die Tausendkornmasse liegt zwischen 0,18 und 4,45 Gramm.
Die Blüten sind nektarreich, sie werden teilweise von Kolibris bestäubt.

## Vorkommen
Die Gattung Cuphea ist auf die Neue Welt beschränkt. Am artenreichsten ist mit mehr als 50 Arten der Südosten Brasiliens, im Cerrado der Hochländer von Bahia, Minas Gerais und Goias. Einige Arten kommen in Amazonien vor, die Artenzahl im tropischen Regenwald ist aber nicht sehr hoch. Auch hier bevorzugt die Gattung offene Stellen, wie Felsen oder die sandigen Ufer von Fließgewässern oder, als lokale Endemiten, die Bergspitzen isolierter Zeugenberge. Ein weiteres Zentrum der Diversität bildet mit mehr als 30 Arten der Westen Mexikos, wo Arten der Gattung in laubwerfenden Wäldern, von Trockenwäldern der Tieflagen bis zu Eichen- und Kiefernwäldern des Hochlands, bis in Höhen von etwa 3000 Meter, vorkommt. Bodentrockene, aride Lebensräume wie Wüsten und Halbwüsten werden gemieden, einige Arten dringen aber in gestörte Lebensräume wie Straßenränder vor. Nur wenige Arten sind Südamerika und Mexiko gemeinsam. Die Gesamtverbreitung der Gattung reicht nach Süden etwa bis zur Mitte Argentiniens, nach Norden bis Massachusetts. In die USA dringen nur fünf Arten vor.

## Systematik
Nach Auswertung rein morphologischer Merkmale wird die Gattung Cuphea in zwei Untergattungen Cuphea s. str. und Bracteolata und 13 Sektionen geteilt. Bei genetischen Untersuchungen erwiesen sich die Untergattung, aber nicht die meisten Sektionen als natürliche Einheiten.
Es gibt 250 bis 260 Cuphea-Arten (Auswahl):
- Cuphea acicularis Koehne: Sie kommt nur im brasilianischen Bundesstaat Goiás vor.[3]
- Cuphea acinifolia A.St.-Hil.: Sie kommt in den brasilianischen Bundesstaaten Paraná, Santa Catarina sowie São Paulo vor.[3]
- Cuphea aequipetala Cav.: Sie kommt von Mexiko über Guatemala bis Honduras vor.[3]
- Cuphea angustifolia Jacq. ex Koehne: Sie kommt im südlichen Mexiko vor.[3]
- Cuphea antisyphilitica Kunth: Sie kommt in Kolumbien, Bolivien, Venezuela, Guayana und in Brasilien vor.[3]
- Cuphea aperta Koehne: Sie kommt in Brasilien vor.[3]
- Cuphea aspera Chapm.: Dieser Endemit kommt nur in Florida vor.[3]
- Cuphea avigera B.L.Rob. & Seaton: Sie kommt in Mexiko, Honduras und Nicaragua vor.[3]
- Cuphea axilliflora Koehne: Sie kommt in Guatemala vor.[3]
- Cuphea brachiata Mart. ex Koehne: Sie kommt in Brasilien vor.[3]
- Cuphea bustamanta Lex.: Sie kommt in Mexiko vor.[3]
- Cuphea caeciliae Koehne: Sie kommt im mexikanischen Bundesstaat Chiapas vor.[3]
- Cuphea caesariata S.A.Graham: Sie kommt in den mexikanischen Bundesstaaten Sinaloa und Nayarit vor.[3]
- Cuphea calaminthifolia Schltdl.: Sie kommt in Mexiko vor.[3]
- Cuphea calcarata Benth.: Sie kommt in Mexiko vor.[3]
- Cuphea calophylla Cham. & Schltdl.: Sie kommt in Mexiko, in Mittelamerika und Südamerika vor.[3]
- Cuphea carthagenensis (Jacq.) J.F.Macbr.: Sie kommt in Mexiko, auf Inseln in der Karibik, in Mittel- und Südamerika vor und ist in Nordamerika, in Australien und auf Inseln in Pazifik ein Neophyt.[3]
- Cuphea confertiflora A.St.-Hil.: Sie kommt in Brasilien, Argentinien und Paraguay vor.[3]
- Cuphea crassiflora S.A.Graham: Sie kommt im südlichen Mexiko vor.[3]
- Blaues Köcherblümchen (Cuphea cyanea DC.): Es kommt in Mexiko und Guatemala vor.[3]
- Japanische Scheinmyrthe oder Ysopblättriges Köcherblümchen (Cuphea hyssopifolia Kunth): Es ist von Mexiko über Zentral- bis Südamerika verbreitet.[3]
- Zigarettenblümchen oder Zigarettenfuchsie (Cuphea ignea A.DC.): Die Heimat ist das südliche Mexiko.[3]
- Cuphea jorullensis Kunth: Sie kommt in Mexiko vor.[3]
- Lanzettblättriges Köcherblümchen oder Lanzettblättrige Zwittertanne (Cuphea lanceolata Baill.): Seine Heimat ist Mexiko.[3]
- Cuphea llavea Lex.: Die Heimat ist Mexiko.[3]
- Zigarettenpflanze (Cuphea melvilla Lindl.): Die Heimat ist Ecuador, Venezuela, Guayana, Argentinien, Brasilien und Paraguay.[3]
- Kleinkroniges Köcherblümchen (Cuphea micropetala Kunth): Es kommt im südlichen Mexiko vor.[3]
- Niederliegendes Köcherblümchen (Cuphea procumbens Cav.): Seine Heimat ist das südliche Mexiko.[3]
- Klebriges Köcherblümchen (Cuphea viscosissima Jacq.): Sie kommt in den nordöstlichen bis südöstlichen Vereinigten Staaten vor.[3]
- Cuphea wrightii A.Gray: Sie ist von Arizona über Mexiko bis Zentralamerika verbreitet.[3]

Die Monophylie der Gattung wurde durch morphologische und genetische Studien klar bestätigt, Schwestergruppe ist wahrscheinlich die südamerikanische Gattung Pleurophora.

## Verwendung
Einige Arten werden wegen ihrer Blüten auch in Mitteleuropa als Zierpflanze kultiviert. Beim Zigaretten-Köcherblümchen (Cuphea ignea), auch Zigarettenblümchen, Zigarettenfuchsie, Zündholzfuchsie, Streichholzfuchsie, Streichholzpflanze oder Zigarrenblume genannt, das gerne als Beet- und Balkonpflanze verwendet wird, geht die Farbwirkung der orangeroten, mit einem weiß-schwärzlichen Saum versehenen Blüten allein von den verwachsenen Kelchblättern aus, Kronblätter fehlen.
Die Samen verschiedener Cuphea-Arten sind reich an gesättigten Fettsäuren mittlerer Länge, etwa Laurinsäure und Caprinsäure. Die Gattung ist dadurch eine in gemäßigten Gebieten wachsende Alternative zur Kokospalme und der Ölpalme, den bisher einzigen kommerziell bedeutsamen Lieferanten dieser Fettsäuren von kommerziellem Interesse, die etwa in der Kosmetikindustrie, aber auch zur Gewinnung von Biodiesel verwendet werden. Der Anbau von Cuphea wurde daher, vor allem in den USA, intensiv erforscht. Problematisch für den Anbau ist bisher, dass die Samen, wie typisch für Wildpflanzen, bei Samenreife ausgestreut werden und für die Ernte verloren gehen. Eine Zuchtlinie mit verbesserter Retention der Samen auf dem Pflanzenexemplar durch eine besondere Mutation, PSR23, eine Hybride zwischen den nordamerikanischen Sommerannuellen Cuphea viscosissima und Cuphea lanceolata, wurde intensiv für einen landwirtschaftlichen Anbau getestet. Diese Sorte erreicht, bei Aussaat im Mai und Ernte im September, in Minnesota Erträge von bis zu 1000 kg pro Hektar, mit Ölanteilen von etwa einem Drittel des Samengewichts. Ein kommerzieller landwirtschaftlicher Anbau ist aber bisher, trotz verbesserter Anbautechniken und Zuchterfolge, noch nicht rentabel.